# Puchar Świata w narciarstwie szybkim
Puchar Świata w narciarstwie szybkim – rozgrywany corocznie cykl zawodów w narciarstwie szybkim. Za zajęcie odpowiedniego miejsca w pojedynczych zawodach uczestnik otrzymuje daną liczbę punktów. Po zsumowaniu punktów poszczególnych zawodników z każdego konkursu, tworzona jest klasyfikacja. Zawodnik będący na jej czele, otrzymuje Puchar Świata – Kryształową Kulę. 
Puchar Świata organizowany jest od sezonu 2001/2002. Pierwszymi zdobywcami Pucharu Świata zostali Szwajcar Philippe May, a wśród kobiet reprezentantka Francji – Karine Dubouchet. Najbardziej utytułowanymi zawodnikami w Pucharze Świata w narciarstwie szybkim są: Włoch Simone Origone (7 zwycięstw w klasyfikacji generalnej PŚ) i Amerykanka Tracie Sachs (5 zwycięstw) wśród kobiet.

## Zasady

### Punktacja za konkurs Pucharu Świata
Za miejsca zajęte w konkursie Pucharu Świata zawodnicy otrzymują punkty według następującej tabeli:
| Miejsce | Zjazd | 100 | 80 | 60 | 50 | 45 | 40 | 36 | 32 | 29 | 26 | 24 | 22 | 20 | 18 | 16 | 15 | 14 | 13 | 12 | 11 | 10 | 9 | 8 | 7 | 6 | 5 | 4 | 3 | 2 | 1 |

## Klasyfikacja generalna

### Mężczyźni
| Sezon   | Zwycięzca            | Drugi           | Trzeci            |
| ------- | -------------------- | --------------- | ----------------- |
| 2001/02 | Philippe May         | Tuuka Kempainen | Jukka Viitassari  |
| 2002/03 | John Hembel          | Holle Larsson   | Philippe May      |
| 2003/04 | Simone Origone       | Jonathan Moret  | Philippe May      |
| 2004/05 | Simone Origone       | Jonathan Moret  | Philippe May      |
| 2005/06 | Simone Origone       | Philippe May    | Roger Wickman     |
| 2006/07 | Simone Origone       | Ivan Origone    | Philippe May      |
| 2007/08 | Ivan Origone         | Simone Origone  | Philippe May      |
| 2008/09 | Simone Origone       | Philippe May    | Bastien Montes    |
| 2009/10 | Simone Origone       | Ivan Origone    | Philippe May      |
| 2010/11 | Simone Origone       | Ivan Origone    | Christian Jansson |
| 2011/12 | Klaus Schrottshammer | Ivan Origone    | Philippe May      |

### Kobiety
| Sezon   | Zwycięzca        | Drugi            | Trzeci              |
| ------- | ---------------- | ---------------- | ------------------- |
| 2001/02 | Karine Dubouchet | Tracie Sachs     | Elena Banfo         |
| 2002/03 | Tracie Sachs     | Linda Baginski   | Jaana Viitasaari    |
| 2003/04 | Tracie Sachs     | Linda Baginski   | Elena Banfo         |
| 2004/05 | Tracie Sachs     | Kati Metsaepelto | Elena Banfo         |
| 2005/06 | Tracie Sachs     | Kati Metsaepelto | Elena Banfo         |
| 2006/07 | Tracie Sachs     | Anna Karin Modin | Sanna Tidstrand     |
| 2007/08 | Sanna Tidstrand  | Karine Dubouchet | Elena Banfo         |
| 2008/09 | Sanna Tidstrand  | Karine Dubouchet | Tracie Sachs        |
| 2009/10 | Linda Baginski   | Karine Dubouchet | Elena Banfo         |
| 2010/11 | Sanna Tidstrand  | Linda Baginski   | Jennifer Romano     |
| 2011/12 | Sanna Tidstrand  | Karine Dubouchet | Liss-Anne Pettersen |

## Zwycięzcy Klasyfikacji Pucharu Świata

### Indywidualnie
| Lp. | Zawodnik                                                               | Tytuły |
| 1.  | Simone Origone 2003/04;2004/05;2005/06;2006/07;2008/09;2009/10;2010/11 | 7      |
| 2.  | Philippe May 2001/02                                                   | 1      |
| 2.  | John Hembel 2002/03                                                    | 1      |
| 2.  | Ivan Origone 2007/08                                                   | 1      |
| 2.  | Klaus Schrottshammer 2011/12                                           | 1      |

| Lp. | Zawodniczka                                          | Tytuły |
| 1.  | Tracie Sachs 2002/03;2003/04;2004/05;2005/06;2006/07 | 5      |
| 2.  | Sanna Tidstrand 2007/08;2008/09;2010/11;2011/12      | 4      |
| 3.  | Karine Dubouchet 2001/02                             | 1      |
| 3.  | Linda Baginski 2009/10                               | 1      |

## Najwięcej zwycięstw w zawodach Pucharu Świata
| Lp. | Zawodnik             | Zwycięstwa |
| 1.  | Simone Origone       | 24         |
| 2.  | Ivan Origone         | 15         |
| 3.  | Klaus Schrottshammer | 6          |
| 4.  | Philippe May         | 2          |
| 4.  | Jukka Viitassari     | 2          |
| 4.  | Jonathan Moret       | 2          |

| Lp. | Zawodniczka        | Zwycięstwa |
| 1.  | Sanna Tidstrand    | 26         |
| 2.  | Tracie Sachs       | 15         |
| 3.  | Karine Dubouchet   | 5          |
| 4.  | Linda Baginski     | 4          |
| 5.  | Lise Ann Peterssen | 2          |
| 5.  | Jaana Viitasaari   | 2          |
| 5.  | Kati Metsaepelto   | 2          |
| 5.  | Anna Karin Modin   | 2          |

- Stan na 2 lutego 2013.

## Najwięcej miejsc na podium w zawodach Pucharu Świata
| Lp. | Zawodnik             | Podium |
| 1.  | Simone Origone       | 48     |
| 2.  | Philippe May         | 32     |
| 3.  | Ivan Origone         | 24     |
| 4.  | Bastien Montes       | 12     |
| 5.  | Jonathan Moret       | 9      |
| 6.  | Jukka Viitassari     | 8      |
| 7.  | Klaus Schrottshammer | 8      |
| 8.  | Kenneth Dale         | 7      |
| 9.  | Allan Grimm          | 4      |
| 10. | Tuukka Kempainen     | 3      |

| Lp. | Zawodniczka        | Podium |
| 1.  | Tracie Sachs       | 33     |
| 2.  | Sanna Tidstrand    | 30     |
| 3.  | Karine Dubouchet   | 27     |
| 4.  | Linda Baginski     | 22     |
| 5.  | Elena Banfo        | 20     |
| 6.  | Lise Ann Peterssen | 10     |
| 7.  | Kati Metsaepelto   | 9      |
| 8.  | Teria-Jo Davies    | 7      |
| 9.  | Anna Karin Modin   | 6      |
| 10. | Sarah McDiarmid    | 5      |

- Stan na 2 lutego 2013.